# Puiggaria
Puiggaria is een geslacht van rechtvleugeligen uit de familie doornsprinkhanen (Tetrigidae). De wetenschappelijke naam van dit geslacht is voor het eerst geldig gepubliceerd in 1887 door Bolívar.

## Soorten
Het geslacht Puiggaria  is monotypisch en omvat slechts de volgende soort:
- Puiggaria antennata (Bolívar, 1887)